# Thomas Robinson (lekkoatleta)
Thomas Augustus „Tom” Robinson (ur. 16 marca 1938 w Nassau, zm. 25 listopada 2012 tamże) – bahamski lekkoatleta, sprinter.
W 1958 podczas Igrzysk Imperium Brytyjskiego i Wspólnoty Brytyjskiej zdobył złoty medal w biegu na 220 jardów oraz srebro na 100 jardów (po srebrny medal na 100 jardów sięgnął także w 1962 i 1966). Były to pierwsze w historii tej imprezy, krążki wywalczone przez zawodnika z Bahamów. Złoty medalista Igrzysk Karaibów i Ameryki Środkowej na dystansie 100 metrów w 1962. Wielokrotnie stawał na podium igrzysk Federacji Indii Zachodnich, w tym złote medale w biegu na 100 metrów w 1960 i 1964.
Czterokrotny olimpijczyk (1956–1968), w tym 8. lokata na 100 metrów w 1964.
Rekordzista kraju na różnych dystansach.
Jego imieniem nazwano stadion w stolicy Bahamów – Nassau.

## Rekordy życiowe
- Bieg na 100 metrów – 10,38 (1964)
- Bieg na 200 metrów – 20,8y (1960)